# Валемонтањана (Анкона)
Валемонтањана (итал. Vallemontagnana) насеље је у Италији у округу Анкона, региону Марке.
Према процени из 2011. у насељу је живело 21 становника. Насеље се налази на надморској висини од 507 м.